# Гомес, Ник (актёр)
Николас «Ник» Шон Гомес (англ. Nicholas 'Nick' Sean Gomez; род. 2 октября 1978, Гонолулу, Гавайи, США) — американский актер, известный по ролям Ника Райли в сериале «Босх» и агента Хоакина в сериале «Фарго». Помимо этого, играл небольшие роли в сериалах «Декстер» и «Ходячие мертвецы», а также в фильмах «Пророчество» и «Петля времени».

## Биография
Николас Шон Гомес родился 2 октября 1978 года в испано-американской семье. В детстве увлекался чтением научно-фантастических романов Майкла Крайтона и Дина Кунца, мечтая отправиться в какое-нибудь путешествие для спасения мира подобно героям тех книг.
Неподалеку от трейлерного парка где рос Ник Гомес находилась площадка для съемок вестернов, которую в конце 80-ых вновь стали использовать и будущий актер после школы ездил на велосипеде туда, чтобы посмотреть на съемки фильмов. Так он был замечен и его стали приглашать в кино, а в 1990 году он уже сыграл свою первую заметную роль в сиквеле вестерна «Молодые стрелки».

## Карьера
По словам актёра, он не знает почему его часто приглашают на роли отрицательных персонажей, которых вскоре убивают, однако ему нравится изображать злодеев на экране, ведь можно хотя бы на съемочной площадке побыть плохим парнем и заодно попытаться понять как тот или иной отрицательный персонаж пришел к такой жизни.
Ник Гомес продолжал играть в кино, например, в фильме «Пророчество» или в эпизоде сериала «Закон и порядок», однако большую часть своего времени отдавал игре в одном из театров Нью-Йорка. Тем не менее, по словам актера, платить за жилье в Нью-Йорке, при этом играя в театре очень сложно, а поэтому он решил полностью переключиться на игру в кино и сериалах.
Сыграв в нескольких криминальных фильмах, таких как «12 раундов» и «Плохой лейтенант», а также в комедии «Вампирский засос», после которого, по словам Ника Гомеса, он стал более узнаваем, актера пригласили в 3-й сезон набиравшего популярность сериала «Ходячие мертвецы». В нем он сыграл Томаса — гостевого антагониста и лидера группы заключенных Тюрьмы Западной Джорджии, который пробыл в сериале две серии и был убит Риком Граймсом.
После этого, в 2013 году Ник Гомес появился в двух сериях 8-го сезона сериала «Декстер», сыграв наемного убийцу Хавьера Гузмана. С 2014 по 2015 год актёр играл второстепенную роль в сериале «Красная дорога». В 2016 году Ник Гомес появился в второстепенной роли офицера Ника Райли в 2-м сезоне сериала «Босх».
С 2023 по 2024 год Ник Гомес исполнял второстепенную роль агента Хоакина в 5-м сезоне сериала «Фарго».

## Личная жизнь
По словам Ника Гомеса, в свободное время он  играет на гитаре или укулеле, а также занимается фотографией. Помимо этого, он любит отправляться в путешествия по дикой природе, включающие лазание по горам и ночёвки в палатках.

## Фильмография
| Год  | Название на русском      | Оригинальное название                          | Роль                        |
| ---- | ------------------------ | ---------------------------------------------- | --------------------------- |
| 1988 | Подвал                   | The Cellar                                     | мальчик с самолетиком       |
| 1990 | Молодые стрелки 2        | Young Guns II                                  | Фернандо                    |
| 1992 | Охотник за тенью         | Shadowhunter                                   | мальчик                     |
| 1992 | Железный орел 3: Асы     | Aces: Iron Eagle III                           | Хуан                        |
| 1995 | Пророчество              | The Prophecy                                   | Джейсон                     |
| 2001 | Проект Дженни            | The Project Jennie                             | сотрудник театра            |
| 2005 | Тир                      | Shooting Gallery                               | ученик колледжа             |
| 2009 | Плохой лейтенант         | The Bad Lieutenant: Port of Call — New Orleans | Эваристо Чавез              |
| 2009 | 12 раундов               | 12 Rounds                                      | Сэмюэль                     |
| 2009 | Открытая дорога назад    | The Open Road                                  | бармен (в титрах не указан) |
| 2010 | Вампирский засос         | Vampires Suck                                  | подручный Джейкоба          |
| 2010 | Игра с огнем             | Monsterwolf                                    | Холтер Экс Сурвейор         |
| 2010 | Сумасшедшая езда         | Drive Angry                                    | мужчина                     |
| 2010 | Договор на беременность  | Pregnancy Pact                                 | клерк                       |
| 2010 | Из-под земли             | Mandrake                                       | Сантьяго                    |
| 2011 | Рикошет                  | Ricochet                                       | Эстебан                     |
| 2011 | Сопровождающий           | The Chaperone                                  | водитель автобуса Ник       |
| 2012 | Побеждая время           | Hours                                          | Лобо                        |
| 2012 | Ледяной                  | The Iceman                                     | Альваро                     |
| 2012 | Закон доблести           | Act of Valor                                   | подручный Кристо            |
| 2012 | Петля времени            | Looper                                         | Дэйл                        |
| 2013 | Очень голодные игры      | Starving Games                                 | На’ви парень                |
| 2016 | Судный день              | Day of Reckoning                               | Гарретт                     |
| 2016 | Снайпер: Воин-призрак    | Sniper: Ghost Shooter                          | Сервантез                   |
| 2016 | Владение                 | Domain                                         | Хьюстон                     |
| 2018 | Няня                     | The Nanny                                      | офицер Фрэнк                |
| 2019 | Похитители тел           | Snatchers                                      | Оскар Руиз                  |
| 2019 | Джуманджи: Новый уровень | Jumanji: The Next Level                        | пьяный мужчина              |

### Телевидение
| Год       | Название на русском        | Оригинальное название     | Роль                                     | Примечание                               |
| --------- | -------------------------- | ------------------------- | ---------------------------------------- | ---------------------------------------- |
| 2016      | Главная больница           | General Hospital          | Маркос Сантос                            | 2 эпизода                                |
| 2001      | Закон и порядок            | Law & Order               | бандит-латинос                           | эпизод: Sunday in the Park with Jorge    |
| 2002—2003 | Бухта Доусона              | Dowson’s Creek            | брокер Ник                               | 2 эпизода в 6-м сезоне                   |
| 2002      | Человек-невидимка          | The Invisible Man         | Бентон                                   | эпизод: The Choice                       |
| 2015      | Морская полиция: Спецотдел | NCIS                      | Никки Джонс                              | эпизод: Lockdown                         |
| 2020      | Мыслить как преступник     | Criminal Minds            | Орландо Гейнс                            | эпизод: Face Off                         |
| 2013      | Декстер                    | Dexter                    | Хавьер «Эль Сапо» Гузман                 | 2 эпизода в 8-м сезоне                   |
| 2013      | До смерти красива          | Drop Dead Diva            | Скотт Мур                                | эпизод: The Real Jane                    |
| 2012      | Ходячие мертвецы           | The Walking Dead          | заключенный Томас                        | 2 эпизода в 3-м сезоне                   |
| 2010—2011 | Тримей                     | Treme                     | Джей                                     | 3 эпизода в 1-м и 2 эпизода в 2-м сезоне |
| 2011      | Венди                      | Wendy                     | садовник                                 | Второстепенная роль                      |
| 2011—2012 | Короли побега              | Breakout Kings            | Дэйл                                     | эпизод: Round Two                        |
| 2014      | Особо тяжкие преступления  | Major Crimes              | Мануэль Эскобеда                         | эпизод: Personal Day                     |
| 2013      | Нэшвилл                    | Nashville                 | Сантьяго                                 | эпизод: It Must Be You                   |
| 2015      | Лонгмайер                  | Longmire                  | Дуайт Бриско                             | эпизод: Help Wanted                      |
| 2017      | Грозная семейка            | The Thundermans           | Даффи                                    | эпизод: Max to the Future                |
| 2016      | Босх                       | Bosch                     | офицер Ник Райли                         | второстепенная роль в 2-м сезоне         |
| 2023      | Фарго                      | Fargo                     | агент ФБР Хоакин                         | второстепенная роль в 5-м сезоне         |
| 2014—2015 | Красная дорога             | The Red Rod               | Фрэнк Морган                             | второстепенная роль                      |
| 2017      | Спецназ                    | SEAL Team                 | Вэл                                      | эпизод: The Exchange                     |
| 2024      | Спецназ города ангелов     | S.W.A.T.                  | Варгас Бойд                              | эпизод: Twenty Squad                     |
| 2017—2018 | Похитители тел             | Snatchers                 | Оскар Руиз                               | Второстепенная роль                      |
| 2024      | Новичок                    | The Rookie                | «Бешеный пёс»                            | 1 эпизод в 5-м и 1 эпизод в 6-м сезоне   |
| 2024      | ФБР                        | FBI                       | Эктор Рамирес                            | эпизод: Sacrifice                        |
| 2024      | Внешние отмели             | Outer Banks               | Дарио                                    | эпизод: The Lupine Corsairs              |
| 2024      | Кайфтаун                   | Hightown                  | Суэйзи                                   | 4 эпизода в 3-м сезоне                   |
| 2024      | Страна пожаров             | Fire Country              | Мохав Саттон                             | 1 эпизод в 1-м и в 1 эпизод 3-м сезоне   |
| 2024      | Женщина-Халк: Адвокат      | She-Halk: Attorney at Law | Крушитель                                | 3 эпизода                                |
| 2024      | Морская полиция: Начало    | NCIS: Origins             | младший капрал морской пехоты Том Молина | эпизод: Monsoon                          |
| 2024      | Следопыт                   | The Tracker               | Кроппер                                  | эпизод: Nightingale                      |